# María Ángeles Araújo Sánchez
María Ángeles Araújo Sánchez (Vigo, 28 de febrer de 1964) és una jugadora de basquetbol gallega retirada.
Pivot, es formà al Real Club Celta amb el qual debutà a la Primera Divisió Femenina. Amb el club gallec aconseguí una Lliga espanyola (1981-82) i tres Copes de la Reina (1981, 1982, 1984). Posteriorment jugà amb el Arjeriz Xuncas, aconseguint dos subcampionats de Copa (1986, 1987) i el Caixa Valencia. Internacional amb la selecció espanyola de basquet en trenta ocasions entre 1983 i 1985, participà al Campionat d'Europa de 1983.